# سيرجيو لايت
سيرجيو لايت (بالبرتغالية: Sérgio Leite) (16 أغسطس 1979 في البرتغال - ) هو لاعب كرة قدم برتغالي في مركز حراسة المرمى. شارك مع منتخب البرتغال تحت 20 سنة لكرة القدم ومنتخب البرتغال تحت 21 سنة لكرة القدم. أما مع النوادي، فقد لعب مع تشارلتون أثلتيك ونادي أتروميتوس ونادي براشوف ونادي بوافيشتا ونادي فاسلوي وهال سيتي ونادي غوندومار ونادي مايا ‏ ونادي بينفايل ونادي ليسا ‏ ونادي إيسبينهو وأوفارينسه ديبورتيفا ‏ وAtromitos Yeroskipou ‏.

## وصلات خارجية
- سيرجيو لايت على موقع الاتحاد الدولي (مؤرشف)  (الإنجليزية)
- سيرجيو لايت على موقع قاعدة بيانات كرة القدم.إي يو (الإنجليزية)
- سيرجيو لايت على موقع Soccerbase.com (لاعب) (الإنجليزية)
- سيرجيو لايت على موقع Soccerway.com (الإنجليزية)
- سيرجيو لايت على موقع عالم كرة القدم.نت (الإنجليزية)